# Le Puch
Le Puch – miejscowość i gmina we Francji, w regionie Oksytania, w departamencie Ariège. Przez gminę przepływa rzeka Aude. 
Według danych na rok 2010 gminę zamieszkiwało 37 osób, a gęstość zaludnienia wynosiła 12 osób/km².